# L'esorcista (romanzo)
L'esorcista (The Exorcist) è un romanzo di genere horror scritto da William Peter Blatty nel 1971 e pubblicato dalla Harper & Row. Nel 1973 dal romanzo è stato tratto il film di successo L'esorcista, diretto da William Friedkin.
L'autore, prendendo spunto dal libro Die Besessenheit di Traugott Konstantin Oesterreich, fu ispirato anche da un caso di possessione demoniaca avvenuto nel Maryland di cui Blatty venne a conoscenza mentre studiava presso l'Università di Georgetown. Nel settembre 2011 il romanzo venne ristampato dalla Harper Collins per celebrare il quarantennale dalla sua uscita, con alcune revisioni curate da Blatty.

## Trama
(Edoardo Nesi, dalla prefazione)
La storia narra di una bambina di 12 anni, Regan MacNeil, che si trova a Georgetown, quartiere di Washington, dove sua madre Chris, famosa attrice, sta girando un film. Regan all'improvviso cambia personalità, diventando molto violenta. Si cerca di guarirla con la medicina ufficiale, psichiatria compresa, inutilmente. La madre della ragazzina viene consigliata dagli psichiatri di rivolgersi ad un esorcista in quanto, se la bambina per un grave forma di isterismo s'è voluta convincere di essere posseduta, così un esorcismo, come una shock-terapia a base di suggestione, potrà farla convincere di non esserlo più, così da guarire. Disperata, Chris, anche se atea, si rivolge ad un sacerdote gesuita, padre Damien Karras, la cui profonda umanità l'aveva tempo prima colpita positivamente, oltre ad essere rassicurata dal fatto che il gesuita è laureato in psichiatria. Karras accetta di aiutare la giovane, ma fa di tutto per non doverla esorcizzare in quanto ritiene che la possessione sia un residuo del cattolicesimo medievale, oltre al fatto che lui stesso sta vivendo, anche a causa della morte della madre, una profonda crisi di fede. Inizialmente incredulo, si ricrederà e chiederà l'autorizzazione del vescovo a procedere con l'esorcismo; il vescovo e il rettore del seminario dei gesuiti gli manderanno in aiuto padre Lankester Merrin, noto esperto in esorcismi; al suo arrivo si inizia subito il rituale di esorcismo. Da allora Regan comincia a fare cose strane: testa che ruota sul collo, vomiti verdi, e (anche se ben saldata al letto con dei lacci) imprecazioni oscene contro i due preti. Dopo tre giorni di tentativi di esorcismo padre Merrin muore, probabilmente per infarto. Provocato dal demone, Karras lo attacca dicendogli di prendere lui e lasciare la bambina. Così fa la malvagia entità e Karras, per salvare Regan, si suicida lanciandosi dalla finestra, portando con sé il male che la possedeva.
Qualche settimana dopo, Chris e Regan, di nuovo normale, lasciano Washington per tornare a Los Angeles. 
La storia finisce con padre Dyer (amico di Karras) e Kinderman (tenente di polizia) che fanno amicizia.

## La storia vera
Come già indicato, per scrivere il suo romanzo Blatty si ispirò ad un presunto caso di possessione avvenuto nel 1949 a Cottage City, nel Maryland. Protagonista della tragica vicenda fu un giovane ragazzo di 14 anni, la cui identità è stata tenuta segreta e per il quale è stato usato lo pseudonimo di Roland Doe.
Figlio unico di una famiglia tedesca luterana, Roland passava diverso tempo con la zia Harriet, una spiritualista, la quale lo introdusse all'utilizzo della tavola Ouija. Poco tempo dopo la morte della zia, deceduta nel 1949 in circostanze misteriose, il giovane pare che cercò di mettersi in contatto con lei attraverso la tavola. 
Ben presto iniziarono ad avvenire in casa diversi strani fenomeni, notati anche dai genitori del ragazzo: il letto del giovane tremava, i mobili della sua stanza sembravano essersi spostati da soli, si iniziarono ad udire rumori di graffi provenire dal pavimento e dai muri. Inoltre il comportamento di Ronald cambiò radicalmente: da timido e tranquillo il ragazzo divenne aggressivo e violento anche nei confronti dei genitori. Preoccupati, questi ultimi si rivolsero al pastore luterano Luther Miles Schulze, il quale, dopo aver assistito alla levitazione di alcuni oggetti in presenza di Roland, consigliò alla famiglia di rivolgersi ad un prete cattolico. I genitori del ragazzo si rivolsero quindi a padre Edward Albert Hughes, prete cattolico della Parrocchia di Saint James. Il sacerdote si convinse che Roland fosse posseduto da una o più entità e chiese all'arcivescovo di Washington, cardinale Patrick Aloysius O'Boyle, il permesso di praticare sul ragazzo un esorcismo. Dopo aver esaminato i fatti, l’alto prelato decise di autorizzare il rito.
Padre Hughes condusse così il ragazzo presso il Georgetown University Hospital, un ospedale gesuita, dove si sarebbe dovuto tenere un esorcismo. Appena entrato in ospedale il giovane divenne estremamente violento e nel corso del rituale riuscì persino a ferire Padre Hughes. Il rito fu così annullato e Ronald fece ritorno a casa. Il ragazzo e i suoi genitori si trasferirono presso dei parenti in una dimora sulla Roanoke Drive a Saint Louis, nel Missouri, dove per diverse settimane nove sacerdoti gesuiti, tra cui Padre Bowdern e padre Raymond Bishop, compirono l'esorcismo sul ragazzo.
Dopo settimane di sforzi e oltre trenta esorcismi infruttuosi, un giorno, durante l'ennesimo tentativo, il ragazzo improvvisamente urlò «Satana! Io sono San Michele! Ti ordino di lasciare questo corpo ora!» e, dopo un violento spasmo, il giovane affermò ai presenti che il demonio se n'era andato dal suo corpo.
In tempi recenti lo scrittore Mark Opsasnick affermò di essere riuscito a rintracciare la famiglia del giovane e di aver appreso da loro che il ragazzo era solito fare scherzi ad amici e parenti. Lo scrittore sarebbe quindi giunto alla conclusione che il ragazzo in realtà inventò la storia della possessione solamente perché voleva ricevere maggiori attenzioni.

## Adattamenti
L'enorme successo del libro (13 milioni di copie vendute) spinse la Warner ad acquistarne immediatamente i diritti per realizzarne un film.
Il film, diretto da William Friedkin ed interpretato da Linda Blair, uscì nel 1973 ed ebbe un grandissimo successo incassando ben 89 milioni di dollari.
Negli anni successivi furono girati alcuni seguiti, questo è l'elenco completo dei film:
- L'esorcista (The Exorcist) (1973)
- L'esorcista II - L'eretico (Exorcist II: The Heretic) (1977)
- L'esorcista III (The Exorcist III) (1990)
- L'esorcista - La genesi (Exorcist: The Beginning) (2004) (Prequel/spin-off)
- Dominion: Prequel to the Exorcist (2005) (Prequel/spin-off)

Nel 2012 il romanzo è stato riadattato nel dramma omonimo, portato al debutto a Los Angeles con Brooke Shields nel ruolo di Chris.
Nel 2016 è servito inoltre da ispirazione per l'omonima serie TV/sequel/spin-off The Exorcist.

## Edizioni
- William Peter Blatty, L'esorcista, traduzione di Cristiano Peddis, prefazione di Edoardo Nesi[6], collana Fuori Collana, Fazi Editore, 2009,  p. 400, ISBN 978-88-6411-032-5.

- William Peter Blatty, L'esorcista, traduzione di Maria Basaglia, collana Oscar varia, Arnoldo Mondadori Editore, 2002,  p. 330, ISBN 88-04-50580-X.